# Уэрц, Джулия
Джу́лия Уэ́рц (англ. Julia Wertz; род. 29 декабря 1982, область залива Сан-Франциско, Калифорния, США) — американская комиксистка. Получила известность благодаря серии стрипов «The Fart Party» (с англ. Пердёжная вечеринка). Ведёт блог о городских исследованиях под названием «Adventure Bible School».

## Биография
Родилась 29 декабря 1982 года в области залива Сан-Франциско.
Прославилась благодаря серии стрипов «The Fart Party». «Atomic Books» (с англ. Атомные книги) издало двухтомную антологию этих комиксов в 2007 и 2009 годах. Вскоре после волны успеха «The Fart Party», Уэрц решила не продолжать эту серию.
В 2010 году издательство «Random House» (Рэ́ндом Ха́ус) опубликовало её графический роман-автобиографию «Drinking at the Movies». В своих рисованных мемуарах Уэрц подробно рассматривает проблемы злоупотребления наркотиками и алкоголем. Газета «Los Angeles Times» (Лос А́нджелес Таймс) назвала её работу «триумфом», а критик Роб Клаф в журнале «The Comics Journal» отметил, что комиксы Уэрц имеют «блестящую рисовку старой школы» (с англ. «brilliant old-school comic strip timing»). В 2011 году «Алкоголизм в кино» был номинирован на премию Айснера в категории «Лучшая юмористическая публикация».
В сентябре 2012 года «Koyama Press» (Коя́ма Пресс) опубликовала сборник коротких комических рассказов Уэрц «Бесконечное ожидание и другие истории». Сборник был номинирован на премию Айснера в категории «Лучшая работа, основанная на реальных событиях». В 2014 году «Atomic Books» издало «Музей ошибок: коллекция пердёжных вечеринок» — антологию ранних работ Уэрц, также включающую в себя новый материал.
С 2010 по 2012 год Уэрц была участником творческой группы «Остров Пиццы» (англ. Pizza Island), состоящей из карикатуристов Сары Глидден, Лизы Ханауолт, Домитилль Колларди, Карен Снейдер, Кейт Битон и Мередит Гран.
С 2015 года рисует комиксы для «The New Yorker», «Harper’s Magazine» и «The Believer» (Зэ Били́вер).
В настоящее время Джулия Уэрц живёт в Бруклине, районе Нью-Йорка.